# Daichi Hayashi
Daichi Hayashi (林 大地?, Hayashi Daichi; Osaka, 23 maggio 1997) è un calciatore giapponese, attaccante del Gamba Osaka.

## Carriera

### Club

#### Sagan Tosu
Esordisce come professionista il 11 agosto 2019 con il Sagan Tosu nella J1 League, la prima divisione calcistica del Giappone, segnando già nella sua prima partita una rete battendo per 2-1 il Cerezo Osaka. Nell'edizione successiva, quella del 2019, segnerà nove reti, il primo battendo per 3-0 lo Yokohama FC, e anche contro il Kashiwa Reysol, i due partite entrambe concluse per 2-1. Nel 2021, sarà autore della rete del 1-0 segnata con un rigore trasformato che deciderà la vittoria contro lo Shonan Bellmare, farà una rete anche nella vittoria per 2-1 contro il Nagoya Grampus e segnerà la sua prima doppietta sconfiggendo per 2-0 il Kashiwa Reysol.

#### Sint-Truiden
L'8 agosto 2021 viene annunciato il suo acquisto da parte del Sint-Truiden,grazie a una sua rete la squadra batte per 1-0 il Cercle Brugge,e sempre con lo stesso risultato vince anche contro il Beerschot per merito di un suo assist a Steve De Ridder.Nella sua prima stagione segna sette reti, una battendo per 2-1 l'Anversa, riesce a fare un gol sia contro il Seraing che contro il Kortrijk vincendo entrambi i match per 3-1, segna la rete del 2-0 battendo l'OH Lovanio, inoltre il suo gol decide la vittoria per 1-0 contro il Genk inoltre segna una rete battendo per 3-0 lo Standard Liège.
Anche nella sua seconda stagione arriva a segnare sette reti, riesce a fare dei gol in vari pareggi contro il Royale Union Saint-Gilloise, il Gent, lo Standard Liège e l'OH Lovanio finite tutte con il risultato di 1-1, inoltre segna la rete del 3-2 battendo il Westerlo, è autore di un gol nella vittoria per 2-0 contro l'Essevee, insacca una rete anche nella partita vinta per 2-1 contro il Seraing.

#### Norimberga
Nel 2023 inizia a giocare per il Norimberga nella 2Bundesliga, la seconda divisione tedesca, il suo primo gol lo segna nella Coppa di Germania nella vittoria per 9-1 contro il FC Oberneuland, in campionato segna la rete del 3-1 battendo il Hertha Berlino e con il suo gol la squadra batte per 1-0 il SpVgg 07 Elversberg.

### Nazionale
Nel 2019 viene convocato per giocare alle Universiadi con la nazionale universitaria vincendo l'oro, segnando una rete e battendo la Russia per 4-1.
Nel marzo del 2021 giocherà due amichevoli con la Nazionale Under-24 del Giappone contro l'Argentina; la prima persa per 1-0 e la seconda, invece, vinta per 3-0; Hayashi con la sua rete aprirà le marcature.

## Statistiche

### Cronologia presenze in Nazionale
| Cronologia completa delle presenze e delle reti in nazionale ― Giappone Olimpica | Cronologia completa delle presenze e delle reti in nazionale ― Giappone Olimpica | Cronologia completa delle presenze e delle reti in nazionale ― Giappone Olimpica | Cronologia completa delle presenze e delle reti in nazionale ― Giappone Olimpica | Cronologia completa delle presenze e delle reti in nazionale ― Giappone Olimpica | Cronologia completa delle presenze e delle reti in nazionale ― Giappone Olimpica | Cronologia completa delle presenze e delle reti in nazionale ― Giappone Olimpica | Cronologia completa delle presenze e delle reti in nazionale ― Giappone Olimpica |
| Data                                                                             | Città                                                                            | In casa                                                                          | Risultato                                                                        | Ospiti                                                                           | Competizione                                                                     | Reti                                                                             | Note                                                                             |
| -------------------------------------------------------------------------------- | -------------------------------------------------------------------------------- | -------------------------------------------------------------------------------- | -------------------------------------------------------------------------------- | -------------------------------------------------------------------------------- | -------------------------------------------------------------------------------- | -------------------------------------------------------------------------------- | -------------------------------------------------------------------------------- |
| 22-7-2021                                                                        | Chōfu                                                                            | Giappone                                                                         | 1 – 0                                                                            | Sudafrica                                                                        | Olimpiadi 2020 - 1º turno                                                        | -                                                                                | 72’                                                                              |
| 25-7-2021                                                                        | Saitama                                                                          | Giappone                                                                         | 2 – 1                                                                            | Messico                                                                          | Olimpiadi 2020 - 1º turno                                                        | -                                                                                | 80’                                                                              |
| 31-7-2021                                                                        | Kashima                                                                          | Giappone                                                                         | 0 – 0 dts (4 – 2 dtr)                                                            | Nuova Zelanda                                                                    | Olimpiadi 2020 - Quarti di finale                                                | -                                                                                | 69’                                                                              |
| 3-8-2021                                                                         | Saitama                                                                          | Giappone                                                                         | 0 – 1 dts                                                                        | Spagna                                                                           | Olimpiadi 2020 - Semifinale                                                      | -                                                                                | 65’                                                                              |
| 6-8-2021                                                                         | Saitama                                                                          | Messico                                                                          | 3 – 1                                                                            | Giappone                                                                         | Olimpiadi 2020 - Finale 3º posto                                                 | -                                                                                | 63’                                                                              |
| Totale                                                                           |                                                                                  | Presenze                                                                         | 5                                                                                |                                                                                  | Reti                                                                             | 0                                                                                |                                                                                  |

| Cronologia completa delle presenze e delle reti in nazionale ― Giappone under 23 | Cronologia completa delle presenze e delle reti in nazionale ― Giappone under 23 | Cronologia completa delle presenze e delle reti in nazionale ― Giappone under 23 | Cronologia completa delle presenze e delle reti in nazionale ― Giappone under 23 | Cronologia completa delle presenze e delle reti in nazionale ― Giappone under 23 | Cronologia completa delle presenze e delle reti in nazionale ― Giappone under 23 | Cronologia completa delle presenze e delle reti in nazionale ― Giappone under 23 | Cronologia completa delle presenze e delle reti in nazionale ― Giappone under 23 |
| Data                                                                             | Città                                                                            | In casa                                                                          | Risultato                                                                        | Ospiti                                                                           | Competizione                                                                     | Reti                                                                             | Note                                                                             |
| -------------------------------------------------------------------------------- | -------------------------------------------------------------------------------- | -------------------------------------------------------------------------------- | -------------------------------------------------------------------------------- | -------------------------------------------------------------------------------- | -------------------------------------------------------------------------------- | -------------------------------------------------------------------------------- | -------------------------------------------------------------------------------- |
| 26-3-2021                                                                        | Chōfu                                                                            | Giappone under 23                                                                | 0 – 1                                                                            | Argentina under 23                                                               | Amichevole                                                                       | -                                                                                | 88’                                                                              |
| 29-3-2021                                                                        | Kitakyūshū                                                                       | Giappone under 23                                                                | 3 – 0                                                                            | Argentina under 23                                                               | Amichevole                                                                       | 1                                                                                | 61’                                                                              |
| 12-7-2021                                                                        | Ōsaka                                                                            | Giappone under 23                                                                | 3 – 1                                                                            | Honduras under 23                                                                | Amichevole                                                                       | -                                                                                | 63’                                                                              |
| 17-7-2021                                                                        | Kōbe                                                                             | Giappone under 23                                                                | 1 – 1                                                                            | Spagna under 23                                                                  | Amichevole                                                                       | -                                                                                | 46’                                                                              |
| Totale                                                                           |                                                                                  | Presenze                                                                         | 4                                                                                |                                                                                  | Reti                                                                             | 1                                                                                |                                                                                  |

## Palmarès

### Nazionale
- Universiade: 1

2019